# Pierre-Jules Hetzel
Pierre-Jules Hetzel, nascut el 15 de gener de 1814 a Chartres (Eure i Loir) i va morir el dia 17 de març de 1886 a Montecarlo (Principat de Mònaco), és editor, sobretot de Jules Verne, un escriptor francès conegut amb el nom de P.-J. Stahl i polític. També és traductor i ha traduït obres de la llengua anglesa, com ara Les quatre filles del doctor March .

## Biografia

### Orígens
El seu pare, Jean Jacques Hetzel, va néixer el 31 de març de 1781 a Estrasburg (Bas-Rhin), d'una antiga família protestant alsaciana d'Estrasburg, fou mestre seller a la 1 regiment de llancers de cavalls lleugers, estacionat a Chartres. Va morir en aquesta ciutat el 23 de setembre de 1852.
La seva mare, Louise Jacqueline Chevallier, va néixer el 2 d'octubre de 1777 a Mamers (Sarthe), fou una llevadora a l'Hôtel-Dieu d'aquesta ciutat. Va morir allà el dia 19 de juliol de 1859. Es van casar a Chartres el 28 d'abril de 1813 .

### Carrera

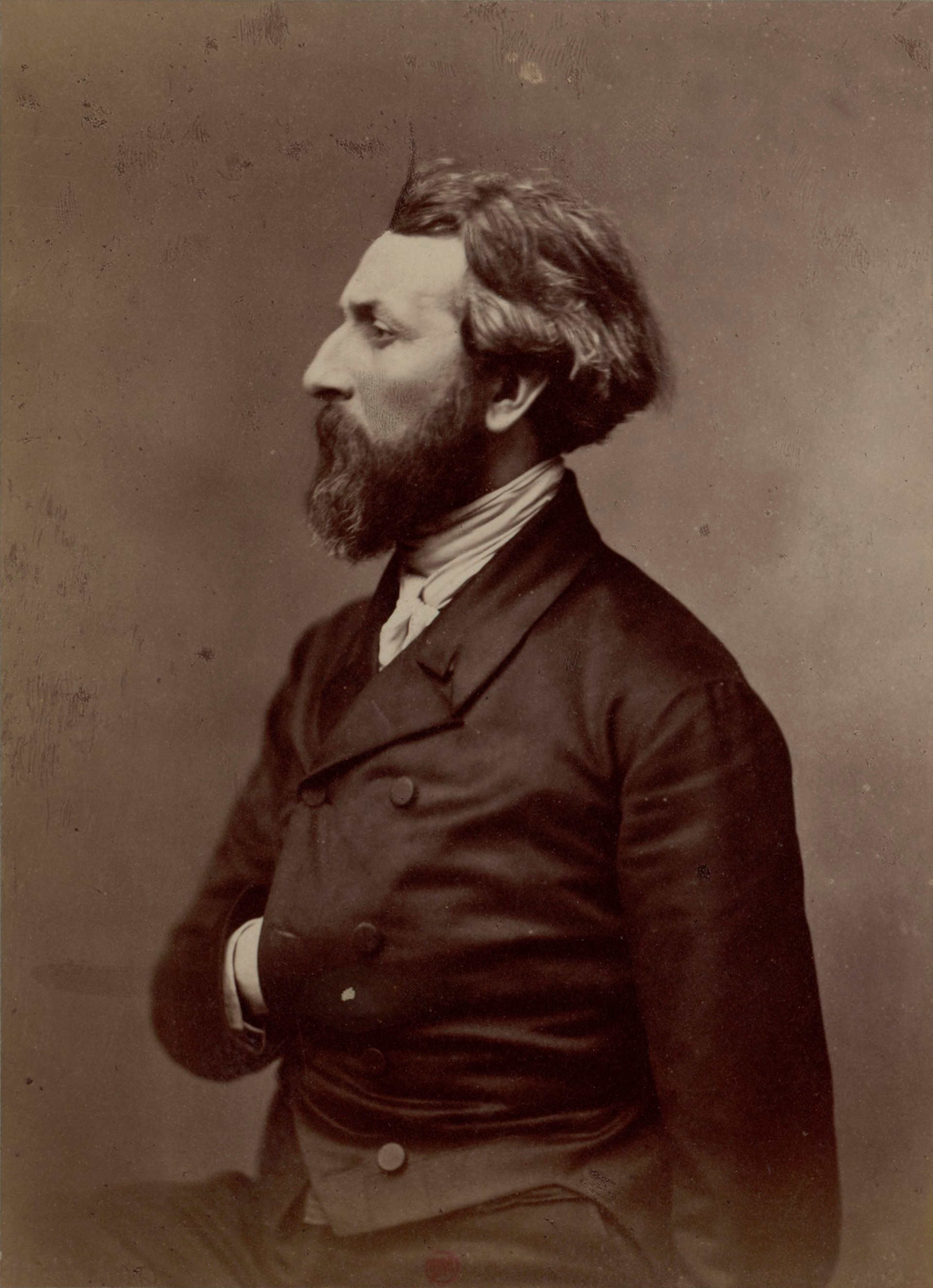
Pierre-Jules Hetzel.

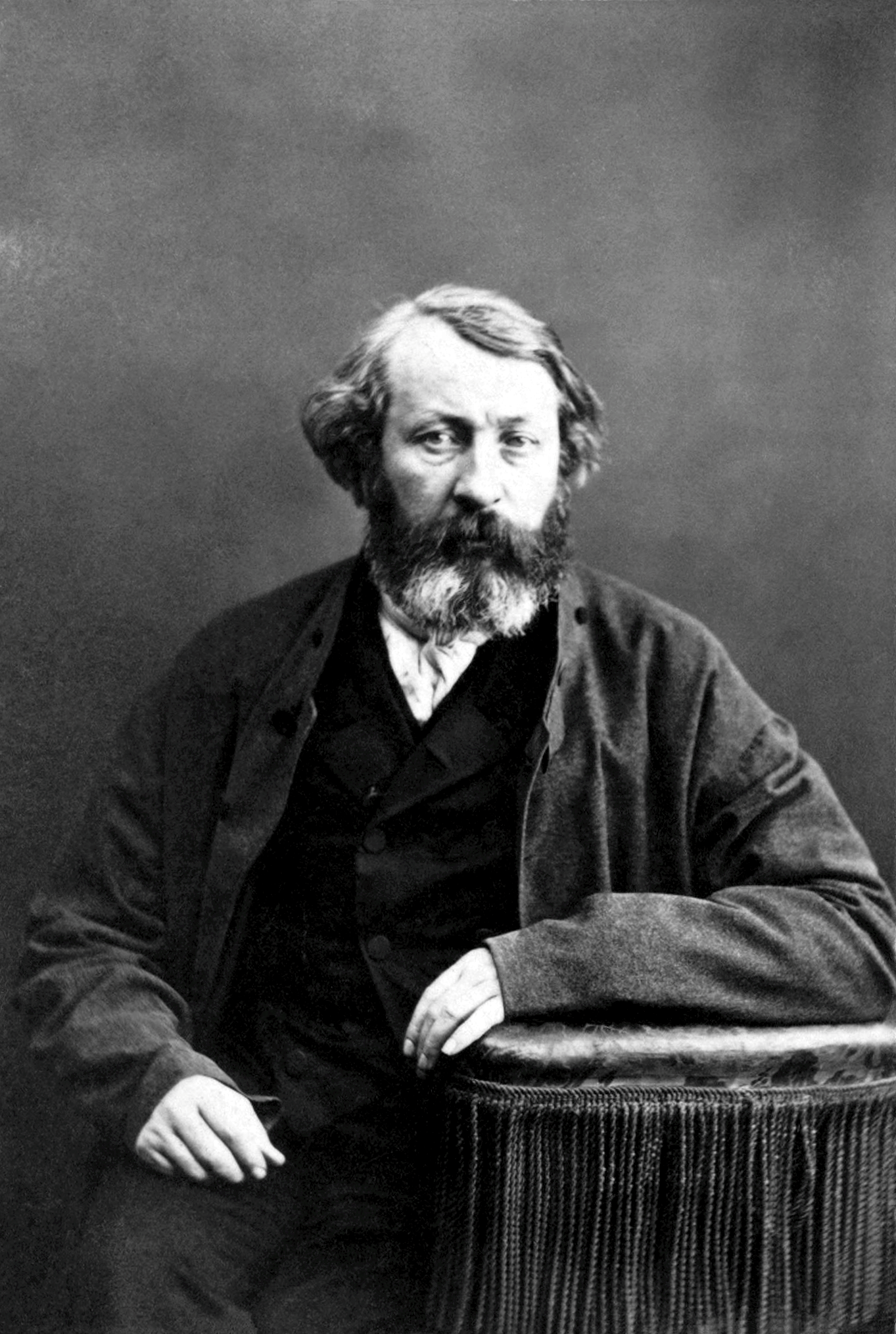
Pierre-Jules Hetzel de Nadar.

Pierre-Jules Hetzel va començar els seus estudis a Chartres i els va continuar a París al Collège Stanislas, com a mig becari el 1827. El 1829 va obtenir un segon accés en tema llatí al Concurs General (4t curs). El 1831, en segon curs, Hetzel va obtenir un tercer accessit en versió llatina al Concours General i el 1832, en classe de retòrica, va obtenir el quart accessit en parla francesa al Concours General. L'agost va deixar el Stanislas College i al Novembre de 1834 va anar a Estrasburg per estudiar dret.
Al 1835, va abandonar els seus estudis i va ser contractat per Paulin, llibreter, rue de Seine. Al 1837, va fundar la seva editorial. Associat amb Paulin, va publicar Història dels francesos de Théophile Lavallée, després va publicar en solitari un llibre d'hores per competir amb l'editor Léon Curmer.
El seu primer gran èxit va ser Vie publique et privée des Animaux, un estudi sobre els costums contemporànies al qual es va unir entre 1839-1840, fent una crida a grans escriptors com Balzac, George Sand, Charles Nodier, Louis Viardot i el dissenyador. Grandville. Participa de forma anònima en aquesta obra col·lectiva sota el pseudònim de " P.-J. Stahl »Escrivint les noves Peines de cœur d'une chat française, en resposta a les Peines de cœur d'une chat anglaise de Balzac.
L'editor Charles Furne ja no tenia els mitjans econòmics per continuar la publicació de la Comèdia humana, el primer volum del qual apareix al 1842, és gràcies a la contribució de Hetzel, que li va comprar accions a través de Houssiaux, que la companyia va continuar finalment en associació amb Jacques-Julien Dubochet i Paulin. Després, Balzac jutjat amb Hetzel, Houssiaux es va fer càrrec de la reimpressió de les Obres completes amb el nom de Furne et Cie.
Al 1843, va publicar Travel Where You Like It, il·lustrat per Tony Johannot. El mateix any va fundar la New Children's Store, els autors de la qual seran : Charles Nodier, Tony Johannot, Alexandre Dumas, George Sand, Musset i els il·lustradors Bertall i Paul Gavarni.
Amb els col·laboradors de Vie publique et privée des Animaux, va emprendre l'edició de Le Diable à Paris Paris et les Parisiens. Maneres i costums, personatges i retrats dels habitants de París, imatge completa de la seva vida privada, pública, política, artística, literària, industrial. També participa : Gérard de Nerval, Henry Monnier, Taxile Delord, Théophile Lavallée escrivint una història i una geografia de París com a pròleg de cada volum publicat al 1844 i 1845. Les il·lustracions són de Gavarni i Grandville. En descriure certs tipus de parisencs, busca competir amb Les Français de Curmer pintats per ells mateixos, cosa que té molt d'èxit a causa de la moda de la fisiologia.
El 1848, Hetzel, un fervent republicà, era cap de gabinet d'Alphonse de Lamartine, llavors ministre d'Afers Exteriors, i després del ministre de Marina,.

Durant el cop d'estat del 2 de desembre de 1851, que va veure l'aparició del Segon Imperi, es va exiliar a Bèlgica, on va continuar la seva tasca d'editor, publicant en secret els Châtiments de Victor Hugo. En una carta datada al 7 setembre 1852 i en què anunciava la redacció dels càstigs per denunciar el cop d'estat de Napoleó III, Victor Hugo escrivia a Hetzel : 
| « | Vaig pensar que era impossible publicar un volum de poesia pura en aquest moment. Això tindria l'efecte del desarmament i estic més armat i més combatent que mai | » |
| — Pascal Melka, http: //www.chapitre.com/CHAPITRE/fr/BOOK/melka-pascal/victor-hugo-un- fight-for-the -opprimes, 11581435.aspx} | |   |

Al Abril de 1855, és autoritzat pel ministre de l'Interior per tornar durant un mes a França, a París, per establir el seu " negoci d'interès ". També va ser a Chartres per veure la seva mare greument malalta allà de nou, l'obtenció d'un permís de residència addicional d'una setmana, i després se'n va anar a Brussel·les.
Amb l'arribada de l'Imperi Liberal, va tornar a França. Publica Proudhon i dona suport a Baudelaire. Li devem una notable edició dels contes de Charles Perrault il·lustrats per Gustave Doré, que ell mateix prologa. Va crear la revista Bibliothèque illustrée des Familles, que es va convertir en la botiga d'educació i recreació de 1864, i en què participa Jean Macé. El seu projecte és fer col·laborar científics, escriptors i il·lustradors per tal de conciliar ciència i ficció, per posar la imaginació al servei de la pedagogia, una posició difícil de mantenir en un clima positivista.
Al 1861, Alfred de Bréhat és l'origen de la trobada entre l'editor i un jove autor que esdevindrà molt famós, Jules Verne. Va ser especialment a través de les edicions dels viatges extraordinaris de Jules Verne que va obtenir un gran èxit. Els textos preeditats a la botiga d'educació i recreació es publiquen en forma de tres col·leccions destinades als regals de Cap d'Any : un econòmic, sense il·lustració, un altre de petit format amb poc il·lustrat i el tercer d'un format més gran i ricament il·lustrat (avui molt buscat pels bibliòfils).
Pierre-Jules Hetzel també va escriure novel·les per a joves amb el pseudònim de PJ Stahl. La seva editorial, presa pel seu fill a la mort, fou comprada per Éditions Hachette, la seva principal competència, el 1914 .

### Sevres
Hetzel rep alguns dels millors escriptors de l'època a casa seva a Bellevue a Meudon. Alguns dels seus llibres són ara guardats per la mediateca municipal de Sèvres, el Fons Hetzel on vivia al carrer dels Charrons (ara carrer Emmanuel-Giraud). La Mediateca de Sèvres va lliurar el document l'11 d'octubre de 2015, al servei de digitalització de la Biblioteca Nacional de França (BNF), 63 volums del fons patrimonial de les col·leccions Hetzel. De fet, la Mediateca de Sèvres va ser seleccionada pel Bnf (Departament de Cooperació, Departament de Literatura i Art - Centre Nacional de Literatura per a Infants) i la Mediateca Françoise Sagan (París) / Heritage Fund of the Joyous Hour, per a una digitalització de part de la col·lecció Hetzel. Aquesta col·lecció digital inclou 20 títols de la col·lecció La Petite Bibliothèque blanche i 43 volums de la col·lecció Library of Education and Recreation, edicions enquadernades en format de 18 polzades. Els llibres digitalitzats són accessibles al mateix temps a Gallica i al lloc de la Médiathèque de Sèvres.
Des del 9 d'abril de 2020, les dades bibliogràfiques de la biblioteca personal de l'editor Pierre-Jules Hetzel de la Médiathèque de Sèvres han integrat el catàleg col·lectiu de França que localitza uns 30 milions de documents guardats a biblioteques franceses i dona accés al directori CCFr de biblioteques i fons documentals, a consultar a la base de dades del Patrimoni CCFR.

### Família
Tot i que la seva família era protestant, ell era ateu sempre que no interferís en el seu negoci. " Diversos biògrafs han subratllat el fet que el seu editor, Hetzel, encara ateu, sempre va instar Jules Verne a inserir més valors familiars -al gust cristià- en les seves històries per promoure el seu èxit comercial amb la majoria dels lectors." El 13 d'octubre 1852, Pierre-Jules Hetzel es casa amb Catherine Sophie Quirin Fischer a París, al 1er districte. Va néixer el 2 de juny de 1816, a Estrasburg, i va morir el dia 3 de juliol de 1891 a Sèvres (no 2 carrer des Charrons). Els cònjuges reconeixen dos fills: Marie-Julie, nascuda el 5 de gener de 1840 a París, va morir el 9 de març de 1853 a Brussel·les, i Louis-Jules Hetzel nascut el 8 de novembre de 1847 a París, 2n districte, i va morir el 6 de desembre de 1930 al districte 7, que després de realitzar estudis científics, s’unirà al seu pare com a soci el 1865. Va prendre el relleu el 1884 i va vendre l'editorial a Hachette el 1914 .

### Obres parcials de P.-J. Stahl

#### Infància i joventut

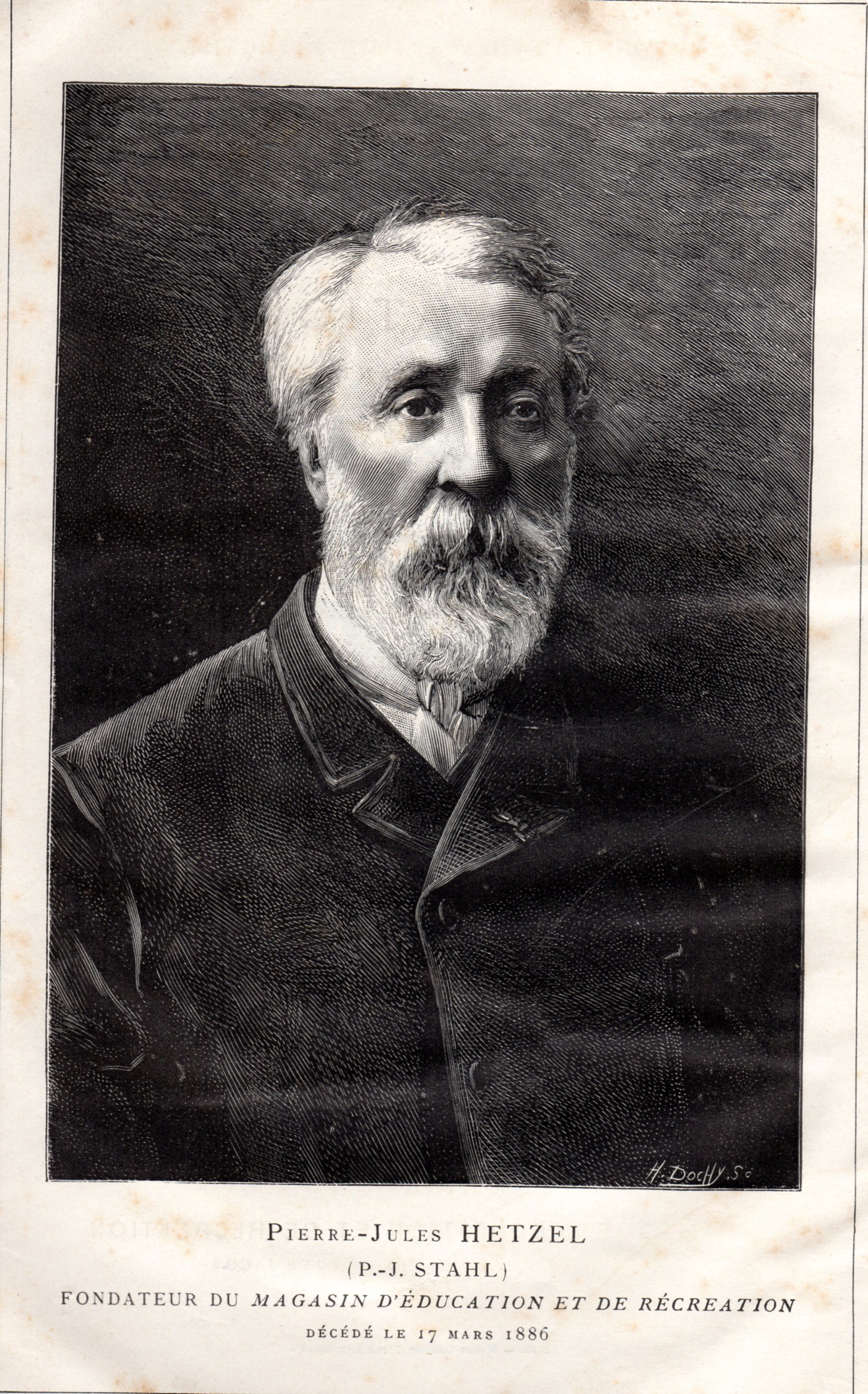
Retrat de Pierre-Jules Hetzel, publicat a la revista Magasin d'Éducation et de Récréation, que va crear, quan va morir el 1886.

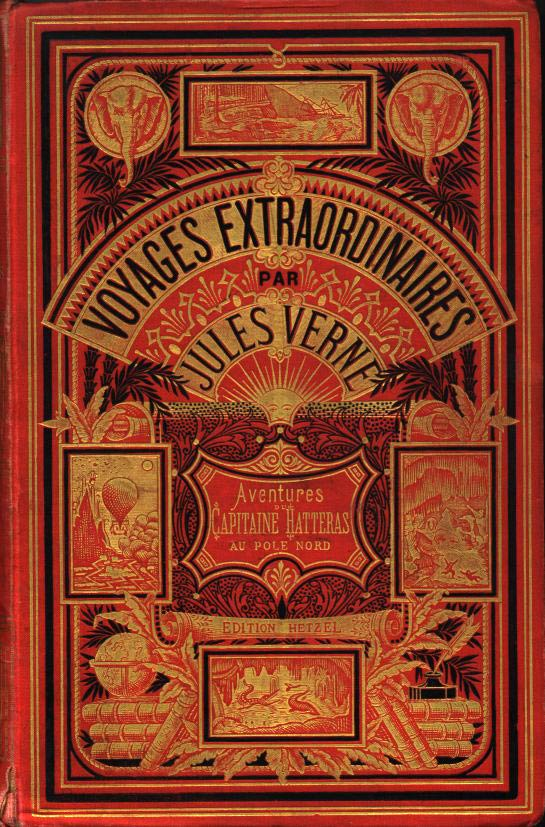
Portada de les edicions Hetzel : Les aventures del capità Hatteras al pol nord, escriviu " dos elefants ".

- 1844 : Nouvelles et seules véritables aventures de Tom Pouce, imitées de l'anglais par P.-J. Stahl, vignettes par Bertall.
- 1866 : Le Royaume des gourmands sur Gallica.
- 1867 : Morale familière : contes, récits, leçons pratiques de la vie sur GallicaPlantilla:Commentaire biblio
- 1867 : Voyage de Mademoiselle Lili autour du monde sur Gallica.
- 1868 : Les Premières Armes de Mademoiselle Lili et de son cousin Lucien sur Gallica.
- 1868 : Zoé la vaniteuse sur Gallica.
- 1868 : Le Roi des marmottes.
- 1869 : Le Moulin à paroles sur Gallica. (Questionnaire de lecture sur Wikiversité).
- 1869 : Monsieur Toc-Toc.
- 1869 : La Transformation de Maitre Tom (Adaptation sur Wikiversité à partir d'une version en anglais).
- 1870 : Les Vacances de Riquet et de Madeleine : La vie des enfants en Amérique sur Gallica.
- 1870 : Mary Bell, William et Lafaine : La vie des enfants en Amérique, roman.Plantilla:Commentaire biblio
- 1873 : Histoire de la famille Chester et de deux petits orphelins sur Gallica, d'après la traduction de William Hughes, roman.
- 1873 : Journal de Minette, histoire d'une mère et de ses enfants sur Gallica.
- 1874 : Histoire d'un âne et de deux jeunes Filles sur Gallica.
- 1874 : Les Méfaits de Polichinelle sur Gallica.
- 1875 : Les Patins d'argent sur Gallica, d'après Mary Mapes Dodge.
- 1876 : Cerf-agile : histoire d'un petit sauvage sur Gallica.
- 1877 : Les Histoires de mon parrain sur Gallica.
- 1877 : Odyssée de Pataud et de son chien Fricot sur Gallica.
- 1878 : Malbrough s'en va-t-en guerre sur Gallica.
- 1878 : La Chasse au volant sur Gallica.
- 1878 : Mon petit frère, ou Une visite à la nourrice sur Gallica.
- 1878 : Histoire de Bob aîné sur Gallica.
- 1878 : Mademoiselle Mouvette sur Gallica.
- 1878 : Maroussia sur Gallica, roman, d'après Marko Wovzog.
- 1878 : La Tour, prends garde sur Gallica, roman.
- 1878 : Le Premier cheval et la première voiture sur Gallica.
- 1878 : Petites sœurs et petites mamans sur Gallica.
- 1878 : Les Commandements du grand-papa et ses défenses.
- 1878 : Gribouille chez son oncle Jeannot sur Gallica.
- 1878 : La Petite Devineresse.
- 1878 : La Révolte punie : journal d'une petite pensionnaire repentante sur Gallica.
- 1878 : Les Petits Robinsons de Fontainebleau.
- 1879 : Don Quichotte.
- 1879 : La Salade de la grande Jeanne sur Gallica.
- 1879 : Le Pommier de Robert sur Gallica.
- 1879 : La Pêche au tigre.
- 1880 : Les Quatre Filles du docteur March, d'après Louisa May Alcott.Plantilla:Commentaire biblio
- 1880 : Le Premier Chien et le premier pantalon sur Gallica.
- 1881 : Les Quatre Peurs de notre Général : Souvenirs d'enfance et de jeunesse, Paris : Bibliothèque d'Éducation et de Récréation (éd. J. Hetzel & Cie).
- 1881 : Les Trois montures de John Cabriole.
- 1881 : L'École buissonnière et ses suites sur Gallica.
- 1883 : Les Deux Sœurs.
- 1883 : Jack et Jane sur Gallica, adaptation autorisée / par Stahl et Lermont; d'après Louisa May Alcott.
- 1885 : La Petite Rose, ses six tantes et ses sept cousins sur Gallica d'après Louisa May Alcott.Plantilla:Commentaire biblio
- 1886 : Le Petit Acrobate sur Gallica.
- 1891 : Contes de l'oncle Jacques sur Gallica.
- 1893 : Le Sultan de Tanguik.
- Les Petites Amies.

#### Per a l'edat mitjana
- 1842 : Scènes de la vie privée et publique des animaux. Études de mœurs contemporaines.
- 1843 : Voyage où il vous plaira sur Gallica, par Tony Johannot, Alfred de Musset et P.-J. Stahl.
- 1845 : Le Diable à Paris sur Gallica, recueil collectif de contes d'Honoré de Balzac, George Sand, Charles Nodier, J.-P. Stahl (Hetzel), et d'articles satiriques.Plantilla:Commentaire biblio
- 1853 : Théorie de l'amour et de la jalousie sur Gallica.
- 1854 : Bêtes et Gens sur Gallica.
- 1855 : L'Esprit des femmes et les femmes d'esprit sur Gallica.
- 1858 : « P.-J. Stahl » est souvent cité dans un ouvrage qui pourrait bien être de Hetzel : L. Martin et Larcher, Les femmes jugées par les méchantes langues dans tous les temps et dans tous les pays, Leipzig, éd. Hetzel.Plantilla:Commentaire biblio
- 1859 : Histoire d'un homme enrhumé sur Gallica.
- 1859 : Les Bonnes Bêtises du temps passé.
- 1861 : Voyage d'un étudiant et ses suites variées ; Histoires de voyage (de Paris à Strasbourg et aux bords du Rhin) sur Gallica.
- 1862 : Les Bonnes Fortunes parisiennes.
  - Les Amours d'un Pierrot.
  - Les Amours d'un Notaire.
- 1876 : Histoire d'un prince et d'une princesse.
- Les Bijoux parlants.
- Animaux peints par eux-mêmes (nombreux articles).

## Premis i premis
- 1867 : Prix Montyon de l'Académie française pour la revue littéraire Le Magasin d'éducation et de récréation.[19]
- 1869 : Prix Montyon de l'Académie française pour Morale familière.[20]
- 1875 : Prix Montyon de l'Académie française pour Histoire d'un âne et de deux jeunes filles.[21]
- 1876 : Prix Montyon de l'Académie française pour Les Patins d'argent.
- 1876 : Prix Montyon de l'Académie française pour Maroussia.

## Homenatges
Hi ha un carrer Jules Hetzel a la frontera entre Sèvres i Meudon al districte de Bellevue. Article de la ciutat de Sèvres sobre la casa Hetzel.
Hi ha un carrer Jules Hetzel a Chartres, districte de La Madeleine.